# Rivière Maicasagi
Pour les articles homonymes, voir Maicasagi.
La rivière Maicasagi est un tributaire du lac Maicasagi. Cette rivière coule de la municipalité de Eeyou Istchee Baie-James, dans la région administrative du Nord-du-Québec, au Québec, au Canada.
La moitié inférieure du cours de la rivière traverse les cantons de Berey, de Doreil, de Clérin, de Branssat, de Davost, de Monseignat et de Urfé.
Le bassin versant de la rivière Maicasagi est desservi par la route secondaire R1018 (sens nord-sud) venant de Matagami et qui enjambe la rivière Maicasagi. 

## Géographie
Les principaux bassins versants voisins de la rivière Maicasagi sont :
- côté nord : lac Yapuouichi, lac Caupichigau, rivière Monsan, rivière Chensagi ;
- côté est : rivière Omo, rivière la Trève, rivière Caupichigau ;
- côté sud : rivière Waswanipi, lac Waswanipi, rivière Inconnue, rivière Nomans ;
- côté ouest : lac Maicasagi, lac au Goéland, rivière Waswanipi.

Un lac non identifié (altitude : 378 m) constitue le lac de tête de la rivière Maicasagi.
À partir de la décharge du lac de tête, la rivière Maicasagi coule sur environ 173 km selon les segments suivants :

### Cours supérieur de la rivière Maicasagi
- vers le sud jusqu'au lac Caminscanane (altitude : 332 m). Ce lac s’alimente du côté nord par la décharge de quatre lacs en amont dont le lac Morain, et de deux lacs en amont du côté sud.
- vers l’est, puis vers le sud en serpentant en fin de segment, jusqu’à la rive nord d’un lac non identifié ;
- vers le sud en traversant un lac non identifié (altitude : 329 m) sur sa pleine longueur ;
- vers le sud en traversant le lac Moquachéa (longueur : 6,5 km ; altitude : 327 m) ;

### Cours intermédiaire de la rivière Maicasagi
- vers le sud en serpentant jusqu’à un ruisseau (venant de l'ouest) ;
- vers le sud-est, jusqu’à la décharge d’un lac (venant du nord-est) ;
- vers le sud-est en serpentant jusqu’à la rive nord-ouest du lac Monsan ;
- vers le sud-ouest en traversant le lac Monsan (altitude : 323 m) ;
- vers le sud, puis le sud-est en serpentant jusqu’à un ruisseau (venant du sud-ouest) ;
- vers le sud, jusqu’à la confluence de la rivière Omo ;

### Cours inférieur de la rivière Maicasagi
- vers le sud-ouest jusqu’à un ruisseau (venant de l'ouest) ;
- vers le sud-ouest, jusqu’à la confluence de la rivière la Trève (venant de l’est) ;
- vers l'ouest jusqu’à un ruisseau (venant du nord) ;
- vers le sud-ouest, jusqu’à la confluence de la rivière Inconnue (venant du sud) ;
- vers l'ouest en traversant dans le canton de Urfé, jusqu’à sa décharge[2].

La rivière Maicasagi se déverse sur la rive est du lac Maicasagi lequel se déverse à son tour par le sud-ouest par le Passage Max dans le lac au Goéland. Ce dernier est traversé vers le nord-ouest par la rivière Waswanipi qui est un affluent du lac Matagami.
En fin de parcours, la rivière Maicasagi se déverse dans le lac Maicasagi. Ce lac se déverse, vers le sud, par la passe Max, dans le lac au Goéland. Ce dernier plan d'eau est formé par un grand élargissement de la rivière Waswanipi.

## Toponymie
Le toponyme rivière Maicasagi est d'origine amérindienne. Ce toponyme figure sur une carte datée de 1955. Il est officialisé le 5 décembre 1968 à la Commission de toponymie du Québec, soit à la création de cette commission.

## Pont
Avec ses 68 mètres, le pont enjambant la rivière Maicasagi est l'un des plus longs ponts sans appui au monde,. Conçu par le Groupe Stavibel et Chantiers Chibougamau, par sa filiale Nordic Structures, le projet a reçu le Prix d'excellence Cecobois, Solutions innovantes en 2013. 